# Mangonville
Mangonville est une commune française située dans le département de Meurthe-et-Moselle, en région Grand Est.

## Géographie
| Laneuveville-devant-Bayon | Roville-devant-Bayon  |           |
| Leménil-Mitry             | Mangonville           | Virecourt |
|                           | Bainville-aux-Miroirs |           |

### Hydrographie
La commune est dans le bassin versant du Rhin, au sein du bassin Rhin-Meuse. Elle est drainée par la Moselle et le canal de l'Est (branche Sud),.
La Moselle, d'une longueur totale de 560 kilomètres dont 314 kilomètres en France, prend sa source dans le massif des Vosges au col de Bussang et se jette dans le Rhin à Coblence en Allemagne. 
Le canal de l'Est (branche Sud) est un canal, chenal navigable de 73 km qui relie la commune de Chaumousey à celle de Pont-Saint-Vincent où il se jette dans la Moselle. 

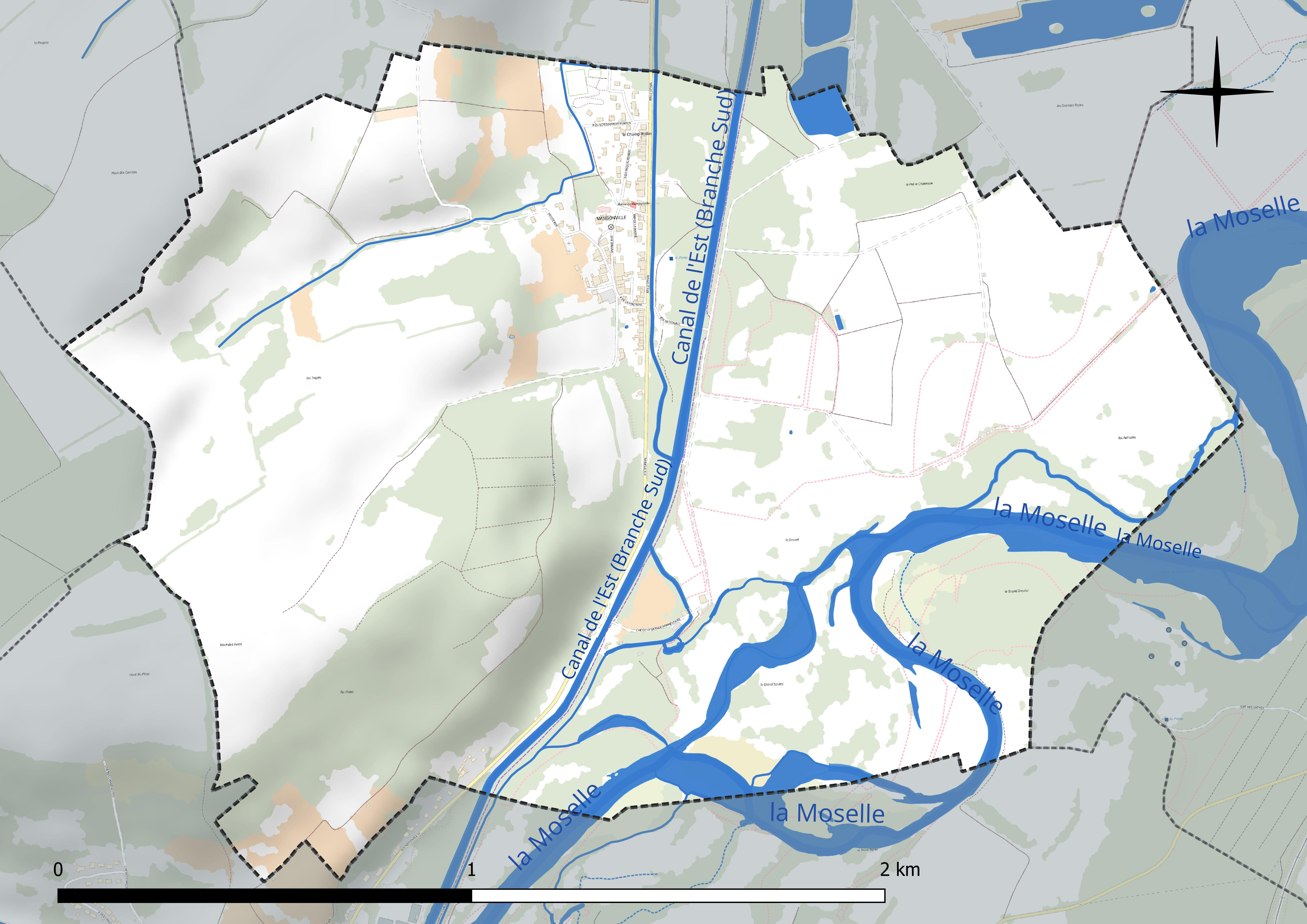
Réseau hydrographique de Mangonville.

### Climat
Pour des articles plus généraux, voir Climat du Grand Est et Climat de Meurthe-et-Moselle.
En 2010, le climat de la commune est de type climat des marges montargnardes, selon une étude du Centre national de la recherche scientifique s'appuyant sur une série de données couvrant la période 1971-2000. En 2020, Météo-France publie une typologie des climats de la France métropolitaine dans laquelle la commune est exposée à un climat semi-continental et est dans la région climatique  Lorraine, plateau de Langres, Morvan, caractérisée par un hiver rude (1,5 °C), des vents modérés et des brouillards fréquents en automne et hiver. 
Pour la période 1971-2000, la température annuelle moyenne est de 9,8 °C, avec une amplitude thermique annuelle de 16,9 °C. Le cumul annuel moyen de précipitations est de 887 mm, avec 12,3 jours de précipitations en janvier et 9,5 jours en juillet. Pour la période 1991-2020, la température moyenne annuelle observée sur la station météorologique de Météo-France la plus proche, « Mirecourt-inra », sur la commune de Mirecourt à 21 km à vol d'oiseau, est de 10,4 °C et le cumul annuel moyen de précipitations est de 824,3 mm. 
La température maximale relevée sur cette station est de 39,5 °C, atteinte le 25 juillet 2019 ; la température minimale est de −19,5 °C, atteinte le 20 décembre 2009,,. 
Les paramètres climatiques de la commune ont été estimés pour le milieu du siècle (2041-2070) selon différents scénarios d'émission de gaz à effet de serre à partir des nouvelles projections climatiques de référence DRIAS-2020. Ils sont consultables sur un site dédié publié par Météo-France en novembre 2022.

## Urbanisme

### Typologie
Au 1er janvier 2024, Mangonville est catégorisée commune rurale à habitat dispersé, selon la nouvelle grille communale de densité à sept niveaux définie par l'Insee en 2022.
Elle est située hors unité urbaine. Par ailleurs la commune fait partie de l'aire d'attraction de Nancy, dont elle est une commune de la couronne,. Cette aire, qui regroupe 353 communes, est catégorisée dans les aires de 200 000 à moins de 700 000 habitants,.

### Occupation des sols
L'occupation des sols de la commune, telle qu'elle ressort de la base de données européenne d’occupation biophysique des sols Corine Land Cover (CLC), est marquée par l'importance des territoires agricoles (75,1 % en 2018), une proportion identique à celle de 1990 (75,1 %). La répartition détaillée en 2018 est la suivante : prairies (65,4 %), forêts (21,3 %), terres arables (9,7 %), zones urbanisées (3,7 %). L'évolution de l’occupation des sols de la commune et de ses infrastructures peut être observée sur les différentes représentations cartographiques du territoire : la carte de Cassini (XVIIIe siècle), la carte d'état-major (1820-1866) et les cartes ou photos aériennes de l'IGN pour la période actuelle (1950 à aujourd'hui).

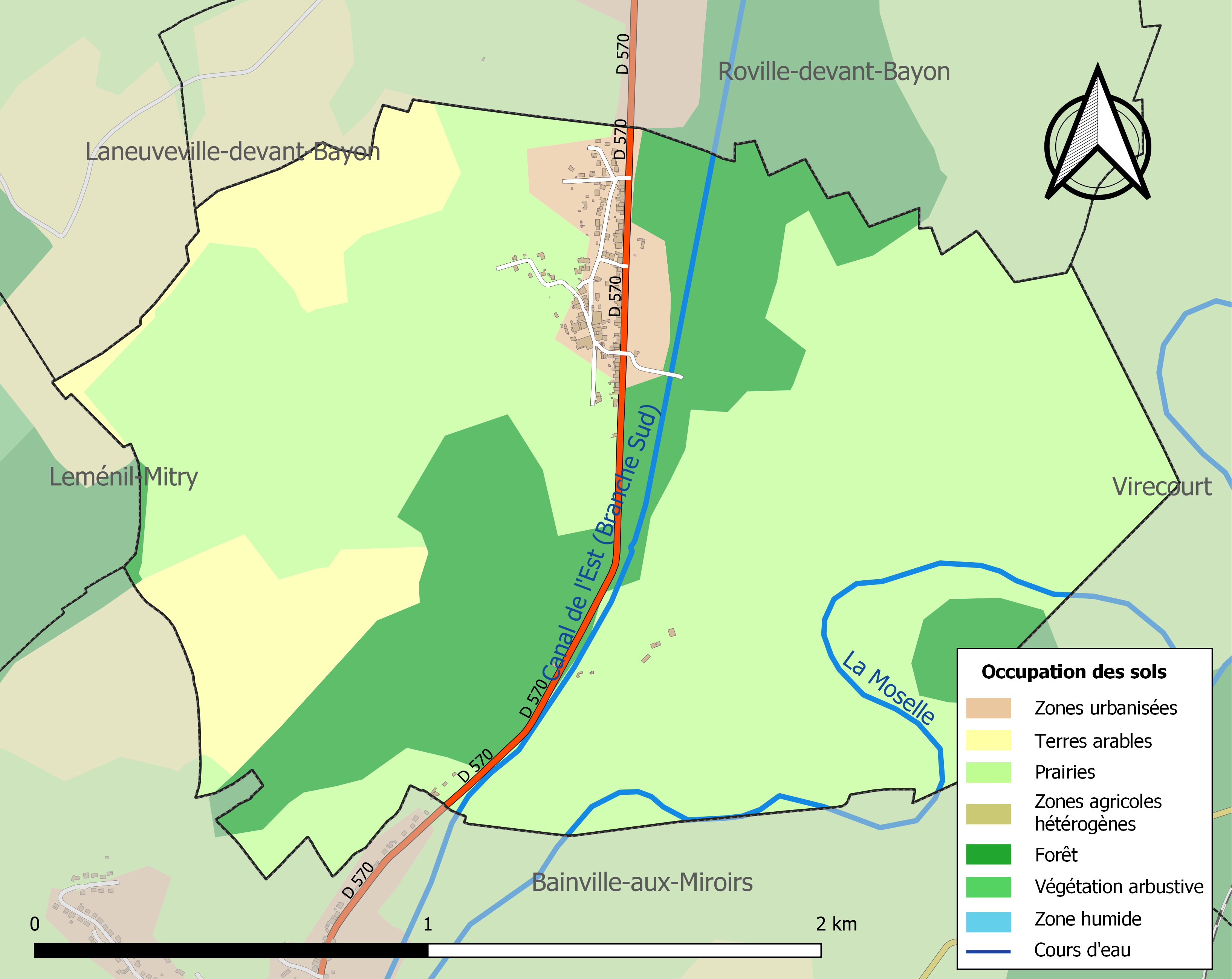
Carte des infrastructures et de l'occupation des sols de la commune en 2018 (CLC).

## Toponymie
Le nom de la localité est attesté sous les formes Villa que vocatur Mangunvile in comitatu Sointense (942) ; Magunville in comitatu Segentense (942).

## Politique et administration
| Période                                  | Période                   | Identité                                         | Étiquette | Qualité                                                     |
| ---------------------------------------- | ------------------------- | ------------------------------------------------ | --------- | ----------------------------------------------------------- |
| Les données manquantes sont à compléter. |                           |                                                  |           |                                                             |
| avant 1995                               | ?                         | Marie-Évelyne Pierson                            | PS        |                                                             |
| mars 2001                                | 2014                      | Bernard Carabin                                  |           |                                                             |
| avril 2014                               | En cours (au 23 mai 2020) | Dominique Claude, Réélu pour le mandat 2020-2026 |           | Employée civile ou agent de service de la fonction publique |

## Démographie
L'évolution du nombre d'habitants est connue à travers les recensements de la population effectués dans la commune depuis 1793. Pour les communes de moins de 10 000 habitants, une enquête de recensement portant sur toute la population est réalisée tous les cinq ans, les populations de référence des années intermédiaires étant quant à elles estimées par interpolation ou extrapolation. Pour la commune, le premier recensement exhaustif entrant dans le cadre du nouveau dispositif a été réalisé en 2004.

En 2022, la commune comptait 209 habitants, en évolution de −9,52 % par rapport à 2016 (Meurthe-et-Moselle : −0,13 %, France hors Mayotte : +2,11 %).
| 1793 | 1800 | 1806 | 1821 | 1831 | 1836 | 1841 | 1846 | 1851 |
| ---- | ---- | ---- | ---- | ---- | ---- | ---- | ---- | ---- |
| 111  | 134  | 115  | 234  | 252  | 257  | 261  | 267  | 297  |

| 1856 | 1861 | 1872 | 1876 | 1881 | 1886 | 1891 | 1896 | 1901 |
| ---- | ---- | ---- | ---- | ---- | ---- | ---- | ---- | ---- |
| 308  | 292  | 264  | 250  | 269  | 262  | 266  | 274  | 246  |

| 1906 | 1911 | 1921 | 1926 | 1931 | 1936 | 1946 | 1954 | 1962 |
| ---- | ---- | ---- | ---- | ---- | ---- | ---- | ---- | ---- |
| 266  | 253  | 227  | 225  | 210  | 232  | 221  | 184  | 215  |

| 1968 | 1975 | 1982 | 1990 | 1999 | 2004 | 2006 | 2009 | 2014 |
| ---- | ---- | ---- | ---- | ---- | ---- | ---- | ---- | ---- |
| 224  | 205  | 236  | 231  | 229  | 222  | 234  | 233  | 229  |

| 2019 | 2022 | - | - | - | - | - | - | - |
| ---- | ---- | - | - | - | - | - | - | - |
| 218  | 209  | - | - | - | - | - | - | - |

## Culture locale et patrimoine

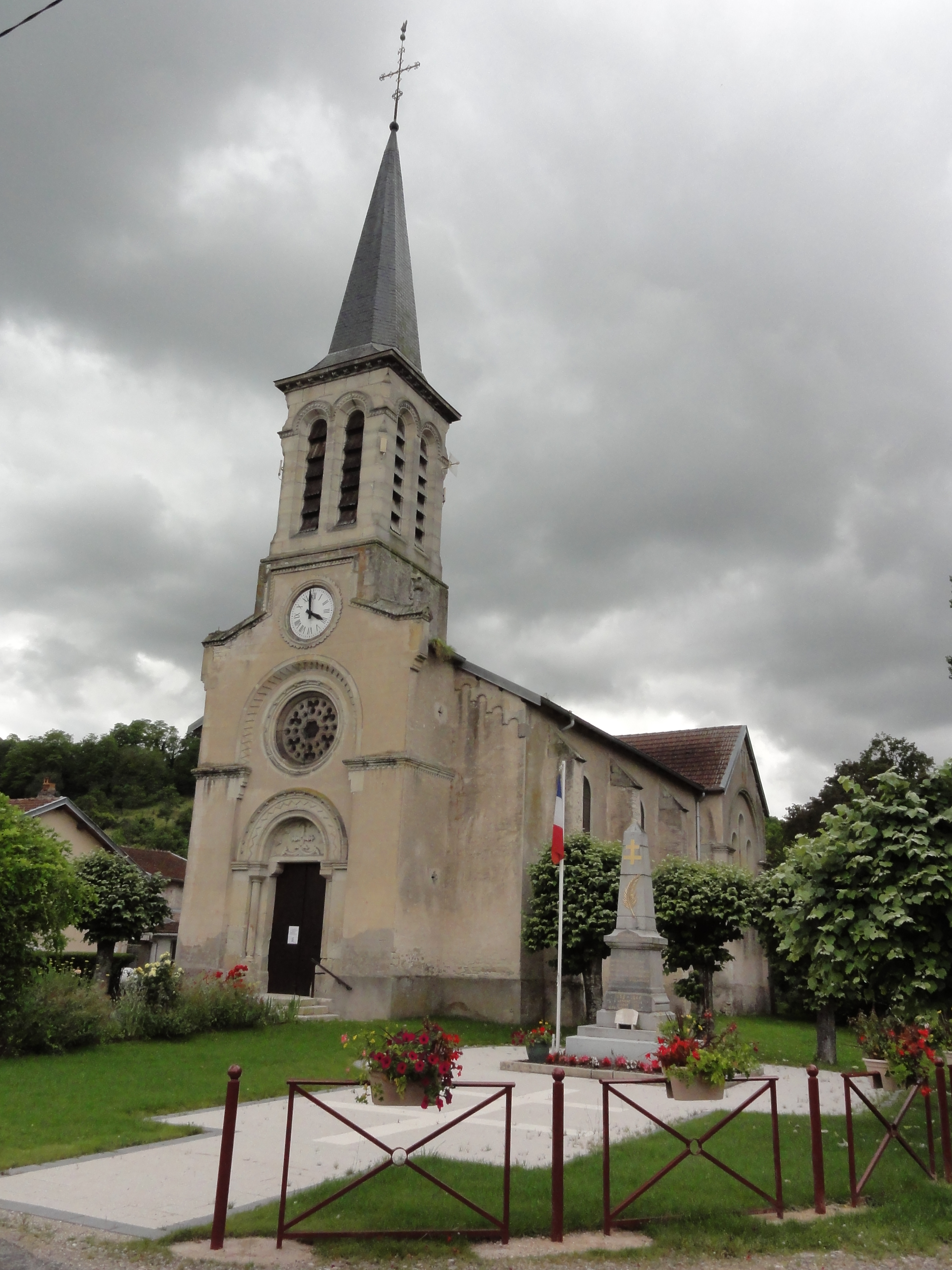
L'église.

### Lieux et monuments

#### Édifice religieux
- Église XIXe.

### Héraldique
| Blason de Mangonville | Blason  | De gueules à deux crosses d'argent posées en sautoir, chargées d'un écu en losange d'or chargé d'un navire maillé et cordé de sable flottant sur une rivière d'azur. |
| Blason de Mangonville | Détails | Le chapitre de Bouxières-aux-Dames était seigneur du lieu. D'où les crosses abbatiales. L'écu en losange est caractéristique des écus de demoiselles ou de dames chanoinesses, ici celles du chapitre de Bouxières. Le bateau sur la rivière symbolise le droit donné par Charles III aux Dames chanoinesses d'établir un bac sur la Moselle. Le statut officiel du blason reste à déterminer. |